# Lothar Meyer
Julius Lothar Meyer (ur. 19 sierpnia 1830, zm. 11 kwietnia 1895 w Tybindze) – niemiecki chemik.

## Życiorys
Jego prace były ważnym etapem klasyfikacji pierwiastków, a jego układ pierwiastków z 1870 roku, bardzo podobny do tablicy Mendelejewa, rozpowszechnił się głównie w Europie Zachodniej.

## Dzieła
- Die modernen Theorien der Chemie und ihre Bedeutung für die chemische Statik, 1864
- Die Chemie in ihrer Anwendung auf die Forstwirtschaft, 1867
- Die Natur der chemischen Elemente als Funktion ihrer Atomgewichte, 1870
- Die Atomgewichte der Elemente aus den Originalzahlen neu berechnet, 1883 (zusammen mit Neubert)